# The Harvard Lampoon
The Harvard Lampoon ist eine US-amerikanische Satire-Zeitschrift, die von der Harvard University in Cambridge, Massachusetts, herausgegeben wird.

## Geschichte
The Harvard Lampoon wurde im Februar 1876 von dem Studenten John Tyler Wheelwright und sechs seiner Kommilitonen gegründet. Schon von der ersten Ausgabe wurden rund 1.200 Exemplare verkauft. Inhaltlich orientierte sich die Zeitung vor allem am britischen Satireblatt Punch.
Gegen Anfang des 20. Jahrhunderts enthielt die Zeitschrift neben den üblichen Karikaturen und Witzen zunehmend auch sozial- und gesellschaftskritische Kommentare, die sich teilweise direkt gegen die Regierung und deren Politik richteten.
Seit dem Jahr 1946 wird der Lampoon, ursprünglich eine reine Studentenzeitung, landesweit verkauft, und erfreute sich bald großer Beliebtheit.
Mitte der 1960er Jahre begannen die Autoren damit, nach dem Vorbild des aufstrebenden MAD-Magazins, Film- und Fernsehparodien zu schreiben. Eine der bekanntesten ist bis heute die Der-Herr-der-Ringe (Lord-of-the-Rings)-Persiflage Bored of the Rings (wörtlich: ‚Von den Ringen gelangweilt‘), die in Deutschland unter dem Titel Herr der Augenringe veröffentlicht wurde.
Mit über 130 Jahren ist der Harvard Lampoon eine der langlebigsten humoristischen Publikationen der Welt. Autoren wie John Reed, William Randolph Hearst, George Plimpton, Fred Gwynne, John Updike und Conan O’Brien prägten mit ihren Texten die amerikanische Kultur. Zahlreiche Witze der Zeitschrift, wie „Have you taken a bath?“ „No, is one missing?“ („Haben Sie ein Bad genommen?“ „Nein, fehlt denn eins?“) gelten mittlerweile als Klassiker.